# Wieluń
Wieluń (kiejtése  [[Média:|ˈvʲɛluɲ]]): város Lengyelországban. 1999 óta a Łódźi vajdasághoz tartozik, korábban, az átszervezés előtt (1975-1998-ig) Sieradz-i vajdaság része volt. Lakosainak száma: 24 456 (2005).

## Története

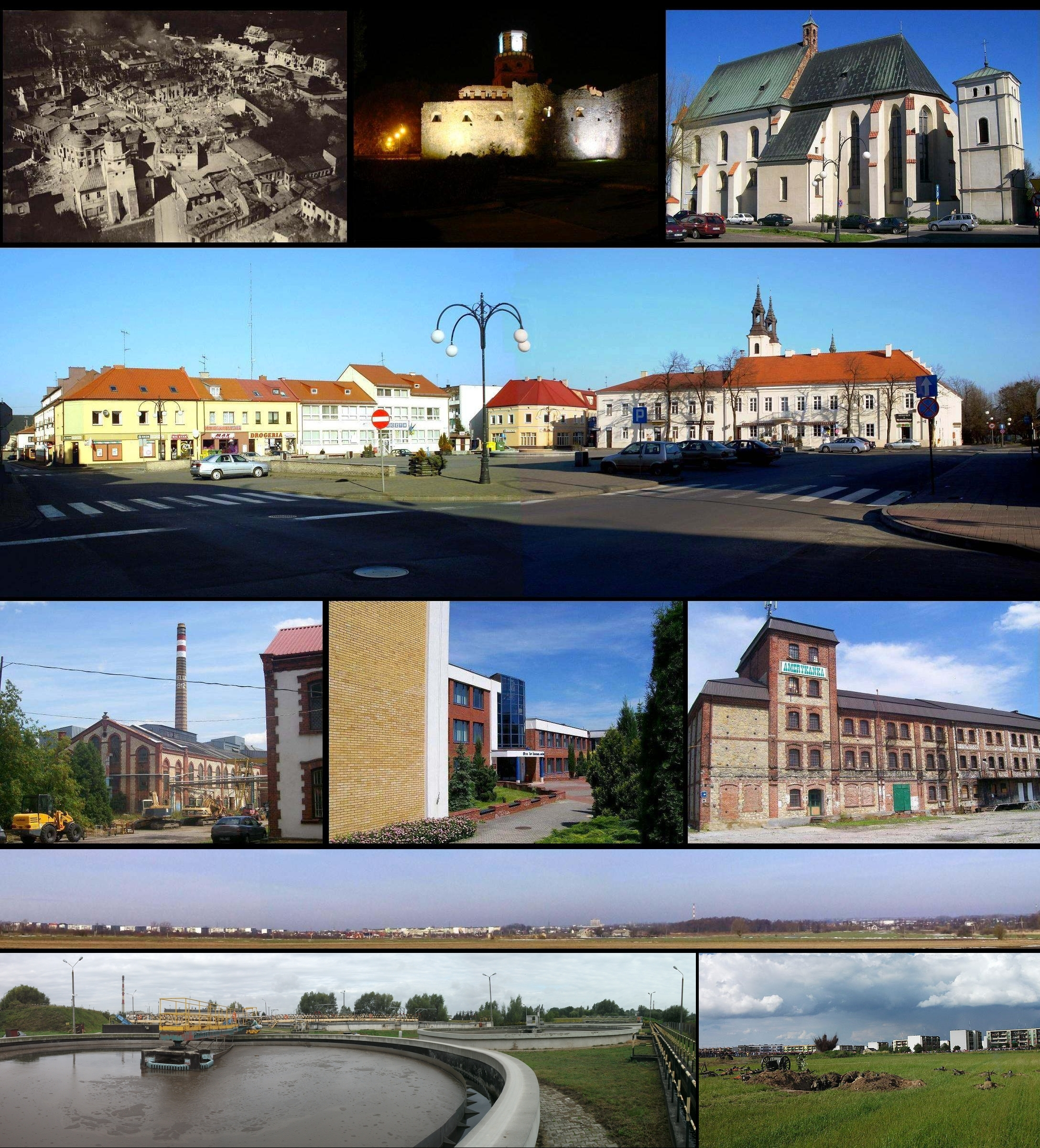
Wieluń

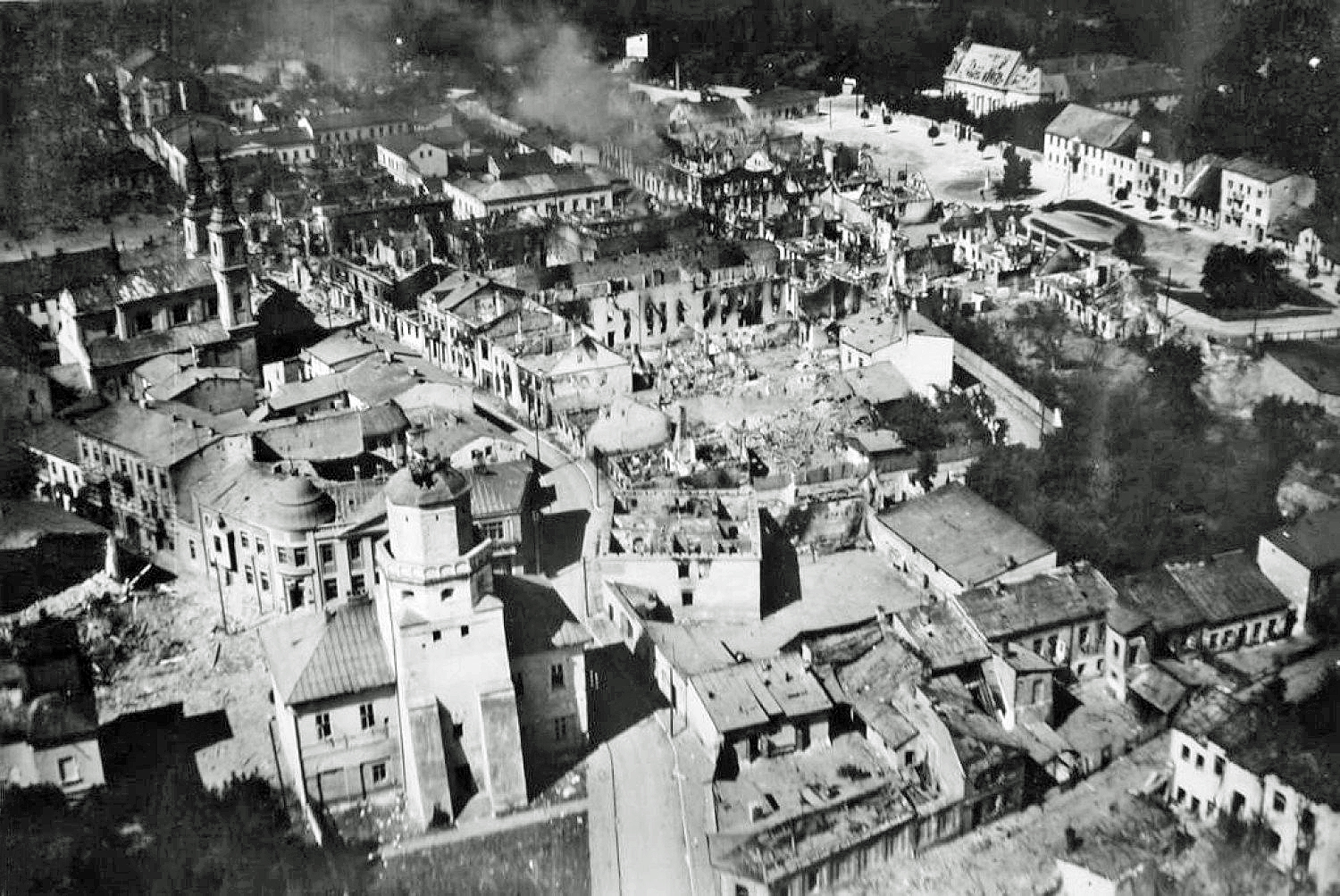
Wieluń városközpontja a német terrorbombázás után 1939. szeptember 1.

A falu nevét először 1217-ben említik. 1281-ben a Piastok egy ünnepséget rendeztek itt. II. Przemyslaw 1283-ban városi jogot adományozott a településnek. A 13. század végén királyi város lesz. A 14. században itt székelt a Weluńi herceg.
A 16. században itt volt a Krakkói Egyetem egyik kirendeltsége, és a városnak már saját színháza is volt. Ebben az évszázadban többször felégették a várost. 1793 és 1807 között Poroszország, majd a napóleoni Varsói Hercegség része lett. 1867-ben járási székhellyé vált.
1926-ban a villamos is megindult a városban. 1939. szeptember 1-jén a német Luftwaffe bombázta  a várost. A történelmi belváros (benne egy gótikus templommal) szinte teljesen megsemmisült. A város házainak mintegy 75%-a pusztult el ekkor, legalább 1200 halálos áldozat esett.

## Nevezetességei
- Városfal

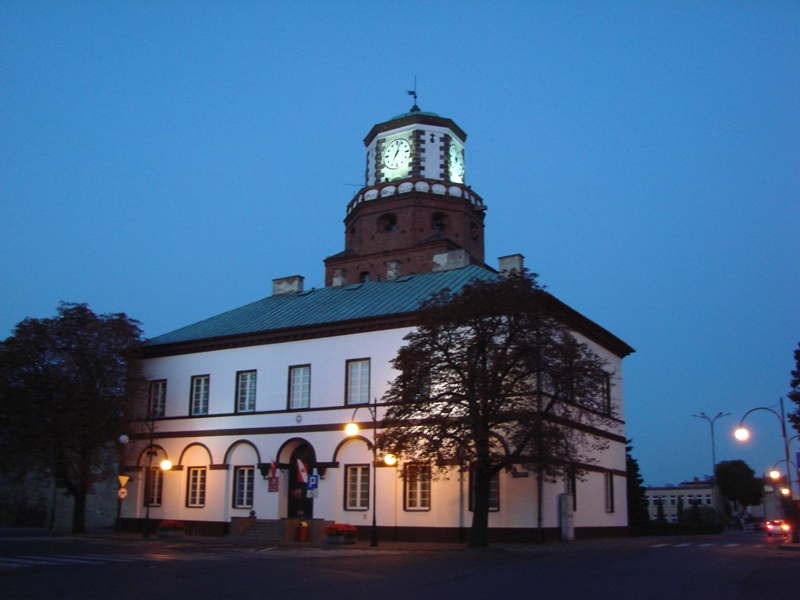
Wieluńi városháza

- Krisztus teste temploma (14. századi)
- Miklós-templom, Barokk
- Barbara-kápolna, 16. századi
- Kastély

## Testvértelepülések
- Németország Adelebsen
- Németország Osterburg

## Városrészek
- Dąbrowa
- Gaszyn
- Kadłub
- Kurów
- Masłowice
- Olewin
- Ruda
- Sieniec
- Turów
- Wieluń